# Slaget vid Issos
Slaget vid Issos var ett fältslag mellan makedonen Alexander den store och Perserriket som ägde rum år 333 f.Kr. Trots stora styrkor emot sig lyckades Alexander besegra den persiska hären under Dareios III. Alexander ådrog sig allvarliga skador vid slaget, något som förföljde honom livet ut. 
Efter att ha besegrat perserna i slaget vid Granikos året före begav sig Alexander vidare österut, för att erövra de persiska medelhavshamnarna. Dareios ville bestämt stoppa honom och samlade en stor (men långsam) armé i Babylon, som senare marscherade upp emot Mindre Asien, vilket tog flera månader.  
Den persiska hären anlände till Syrien mot slutet av sommaren 333. Alexander hade länge blivit kvarhållen i Kilikien på grund av ett svårare sjukdomsfall. Vid underrättelsen om fiendens ankomst grep han, ännu knappt fullt återställd, till offensiven och ryckte genom kustpassen till Myriandos i Syrien där han väntade sig att möta Dareios. Men Dareios hade samtidigt överskridit passen i Amanos, som skiljer Syrien från Kilikien, och hade hunnit ned på kustslätten vid Issos. Han stod således bakom Alexander och skar av hans förbindelse med Grekland. I detta läge kunde endast en segerrik drabbning ge räddning, men i händelse av ett nederlag skulle hela den grekiska hären vara förlorad.
Dock var platsen dålig för Dareios stora här och de makedonska falangerna och krigarna visade sig överlägsna de persiska, som anföll utspritt och undvek närstrid. Alexander anföll med kavalleriet och lyckades ta sig mycket nära Dareios, som flydde. Därmed var perserhären utan ledning och flydde snart.  
Det persiska lägret föll i Alexanders händer. Dareios mor, hans drottning Stateira II och deras barn råkade i fångenskap. Dareios hade räddat sig genom sin hastiga flykt, men han förmådde inte återsamla sin här. Han inledde därför underhandlingar och förklarade sig beredd att avstå Asien intill Eufrat och betala en krigsskadeersättning på 10 000 talenter. Alexander avböjde dock anbudet och fortsatte fälttåget.